# Route nationale 109 (Slovénie)
Pour les articles homonymes, voir G109 et Route nationale 109.
La route nationale 109 (slovène : Glavna cesta 109), abrégée en G109 ou G2-109, est une route nationale slovène allant de Lendava à la frontière croate. Sa longueur est de 5,1 km.

## Histoire
Avant 1998, la route nationale 109 était numérotée M12.1,.

## Tracé
- Lendava
- Trimlini (en)
- Croatie D 209